# Зубатый, Йозеф
Йо́зеф Зу́батый (20 апреля 1855, Прага — 21 марта 1931, Прага) — чешский индолог, переводчик индийской литературы, этимолог и богемист.

## Научная биография
Й. Зубатый окончил школу на Малой Стране, изучал языкознание на философском факультете Карлова университета, где интересовался классическими языками, индологией, славистикой и компаративистикой. Также занимался музыкой, был хормейстером и близким другом А. Дворжака, с которым он путешествовал в Лондон и для которого делал фортепианные извлечения некоторых его сочинений. В 1885-м г. Зубатый стал приват-доцентом, в 1891-м г. — внештатным, а в 1896-м. г. штатным профессором древнеиндийской филологии и сравнительного языкознания. С 1919-го по 1920-й г. был ректором Карлова университета, а с 1923-го г. президентом Чешской академии наук, литературы и искусства.
Помимо индологии Зубатый занимался славистикой и балтистикой, а позже и богемистикой, особенно исторической грамматикой и этимологией. Сборник записей его лекций по исторической грамматике чешского языка вышел под названием «Чешский глагол» (чеш. České sloveso, Praha, Academia, 1980).